# Kostel Notre-Dame-de-l'Assomption-de-Passy
Kostel Notre-Dame-de-l'Assomption-de-Passy (doslovně Nanebevzetí Panny Marie v Passy) je katolický farní kostel v 16. obvodu v Paříži mezi náměstím Place de l'Église-de-l'Assomption a ulicí Rue de l'Assomption. Kostel zasvěcený Nanebevzetí Panny Marie je pojmenován po bývalé obci Passy.

## Historie
V roce 1891 členové kongregace Otcové milosrdenství opustili svůj klášter v ulici Rue de Varenne a v roce 1895 se usídlili ve čtvrti Passy, kam přenesli kámen po kameni svou kapli zasvěcenou Panně Marii Milosrdenství.
V roce 1928 kostel získal zasvěcení Nanebevzetí Panny Marie. Ve stejném roce byla dokončena přístavba bočních lodí a kněžiště a v roce 1955 byl přidán transept.

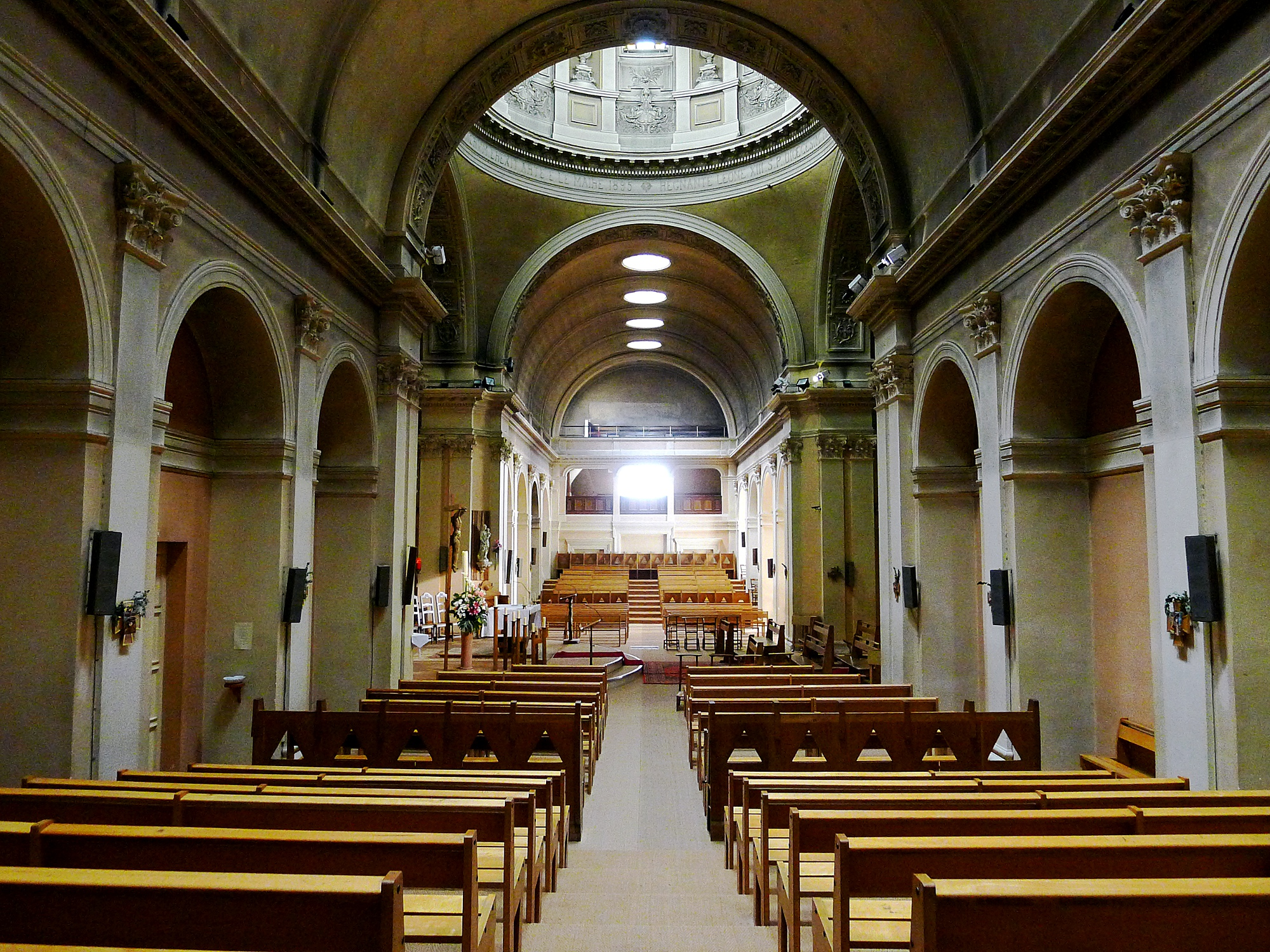
Interiér kostela

## Architektura
Novoklasicistní kostel má kupoli nad křížením obou lodí.